# Sylvia Pankhurstová
Sylvia Pankhurstová (5. května 1882 Manchester – 27. září 1960 Addis Abeba) byla britská politička a levicová aktivistka. Známá je zejména jako feministka a sufražetka, ale byla také komunistkou a bojovnicí proti kolonialismu a rasismu.
Sylvia Pankhurstová byla dcerou feministky Emmeline Pankhurstové a právníka Richarda Pankhursta. Studovala na Manchester High School for Girls, poté na Manchester School of Art a získala stipendium, které jí umožnilo pokračovat ve studiu na Royal College of Art v Londýně. V roce 1903 založila se svou matkou a sestrou Christabel Pankhurstovou Sociální a politickou unii žen (WSPU). Se svou sestrou Adelou vstoupila do Komunistické internacionály jako členka komunistické levice a vydávala levicové periodikum Women’s Dreadnought, později přejmenované na Worker’s Dreadnought. Její postoje se ovšem zdály Leninovi příliš radikální a kritizoval je v 9. kapitole knihy Dětská nemoc „levičáctví“ v komunismu, kde jí vytýká odmítání jakýchkoli kompromisů včetně spojenectví s částí „buržoazní levice“. V roce 1921 byla Pankhurstová vyloučena z Komunistické internacionály. Z komunistických teoretiků byla zvláště blízká Antonovi Pannekoekovi.
V roce 1935 vedla Pankhurstová kampaň proti invazi Etiopie Itálií, tedy druhé italsko-etiopské válce, a založila New Times a Ethiopian News.
I když byla několikrát uvězněna za své militantní činy, žila vždy podle svého přesvědčení. Nevdala se, ale měla jednoho syna, Richarda Pankhursta, narozeného v roce 1927.